# Стобница (замок)
Стобница (пол. Zamek w Stobnicy) — современный дворцово-замковый комплекс, возведённый недалеко от села Стобница, в Шамотульском повете, в Великопольском воеводстве, к северо-западу от города Познань, Польша. Автором проекта замка является архитектор Вальдемар Шешула. Инвестор строительства – компания DJT из Познани. По своему типу относится к замкам на воде.

## История
Строительство началось в 2015 году. На искусственном острове на озере возле Стобницы появился комплекс в виде огромного средневекового замка. Сооружение имеет общую длину около 150 метров и ширину 100 метров. Главная башня, имитирующая форбург, достигает высоты 50 метров. Весь комплекс является одним из крупнейших сооружений подобного типа в стране. 
Запланировано до пятнадцати этажей (в самой высокой части). Внутри предусмотрено разместить 46 частных квартир разной площади, а также магазины, различные службы и технические помещения.

## Судебные тяжбы
В 2018 году начались конфликты, связанные со строительством огромного сооружения. В первую очередь местные активисты были недовольны тем, что комплекс строится в заповедной зоне Нотечского леса, включённой в сеть Натура 2000. В июле 2020 года по распоряжению прокуратуры полиция задержала семерых человек, имеющих отношение к строительству замка. В ходе административного производства было выявлено, что разрешение на возведение комплекса выдано с нарушением действующего законодательства. В частности, местные власти не имели права  санкционировать строительство замка. Однако глава администрации воеводства не принял никаких действий по признанию выданного разрешения на строительство недействительным. Эта ситуация заставила министра внутренних дел Мариуша Каминьского потребовать от премьер-министра Матеуша Моравецкого увольнения великопольского воеводы Лукаша Миколайчика. Кроме того, 11 декабря 2020 года районный прокурор в Познани обжаловал разрешение на строительство. 16 декабря 2020 года премьер-министр отстранил воеводу Миколайчика с занимаемой должности.
30 декабря 2020 года районная прокуратура в Познани представила в районный суд Познань-Грюнвальд-Ежице обвинительный акт в отношении лиц, начавших строительства объекта. 17 августа 2021 года главный инспектор строительного надзора признал решение о выдаче разрешения на строительство объекта в 2015 году недействительным.
12 января 2022 года Воеводский административный суд в Варшаве отменил оспариваемое решение Генеральной инспекции банковского надзора о признании недействительным разрешения на строительство. Согласно этому постановлению инвесторы могут продолжить возведение комплекса.

## Галерея

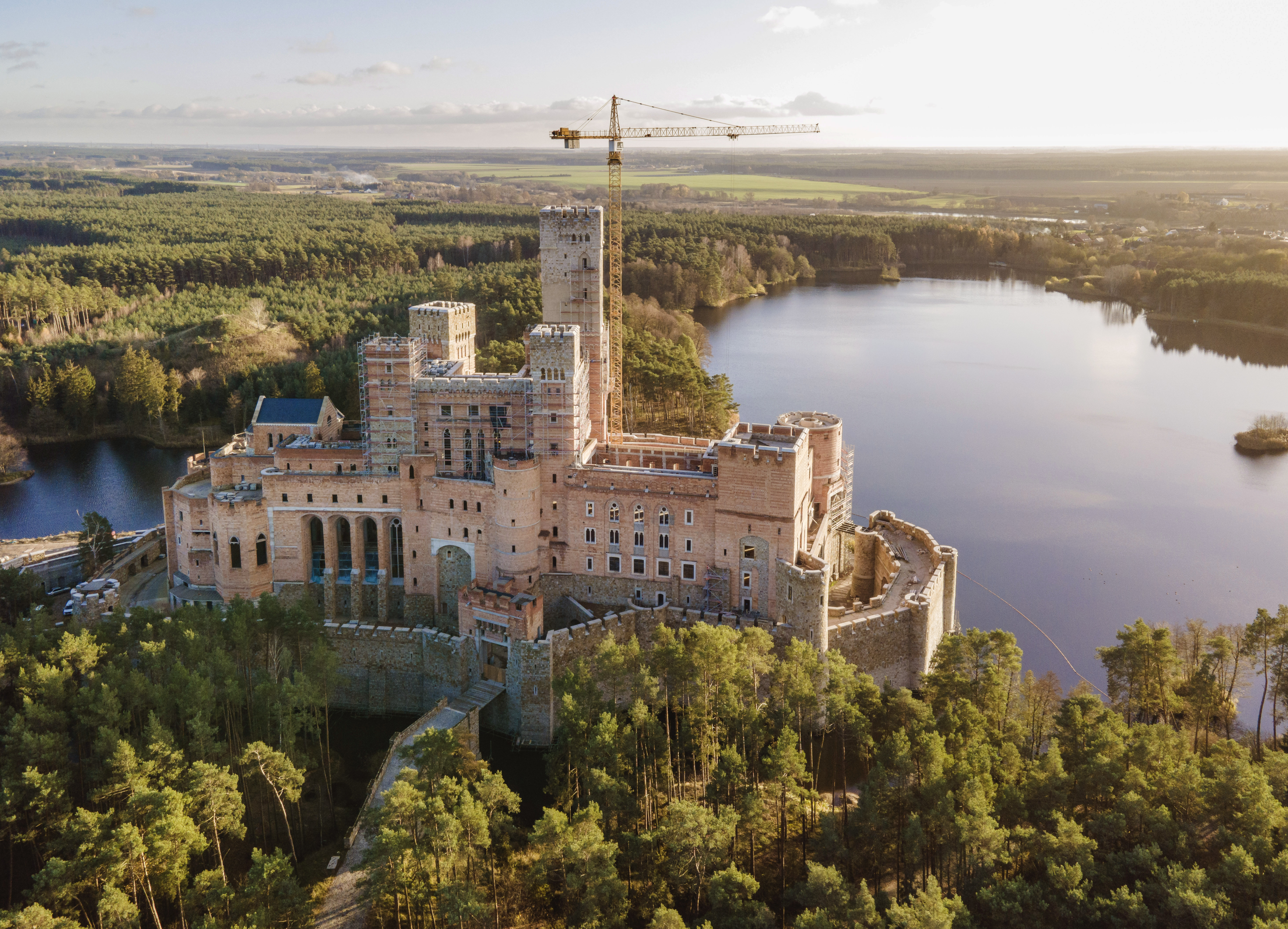
Вид замка с северной стороны
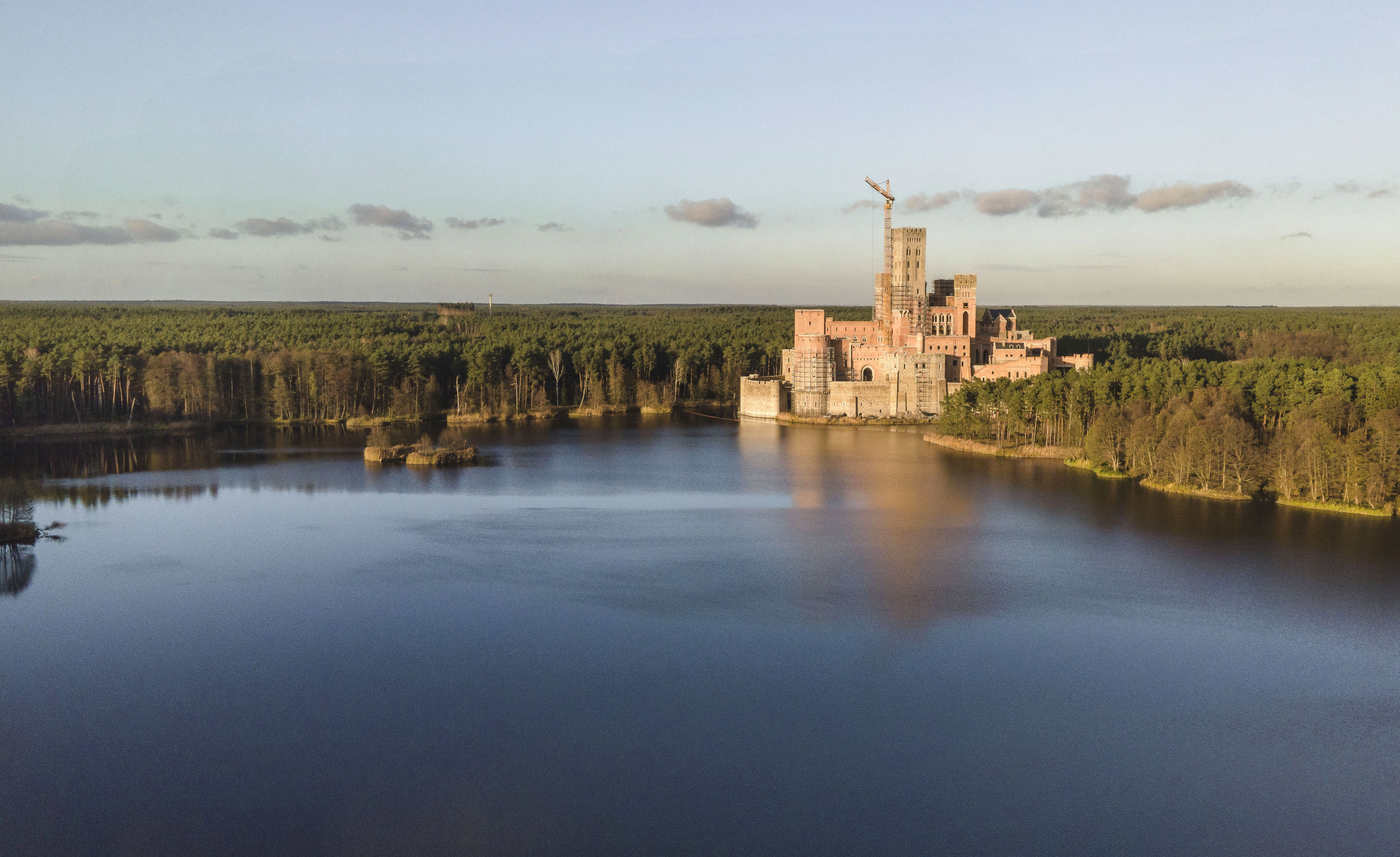
Вид комплекса со стороны озера
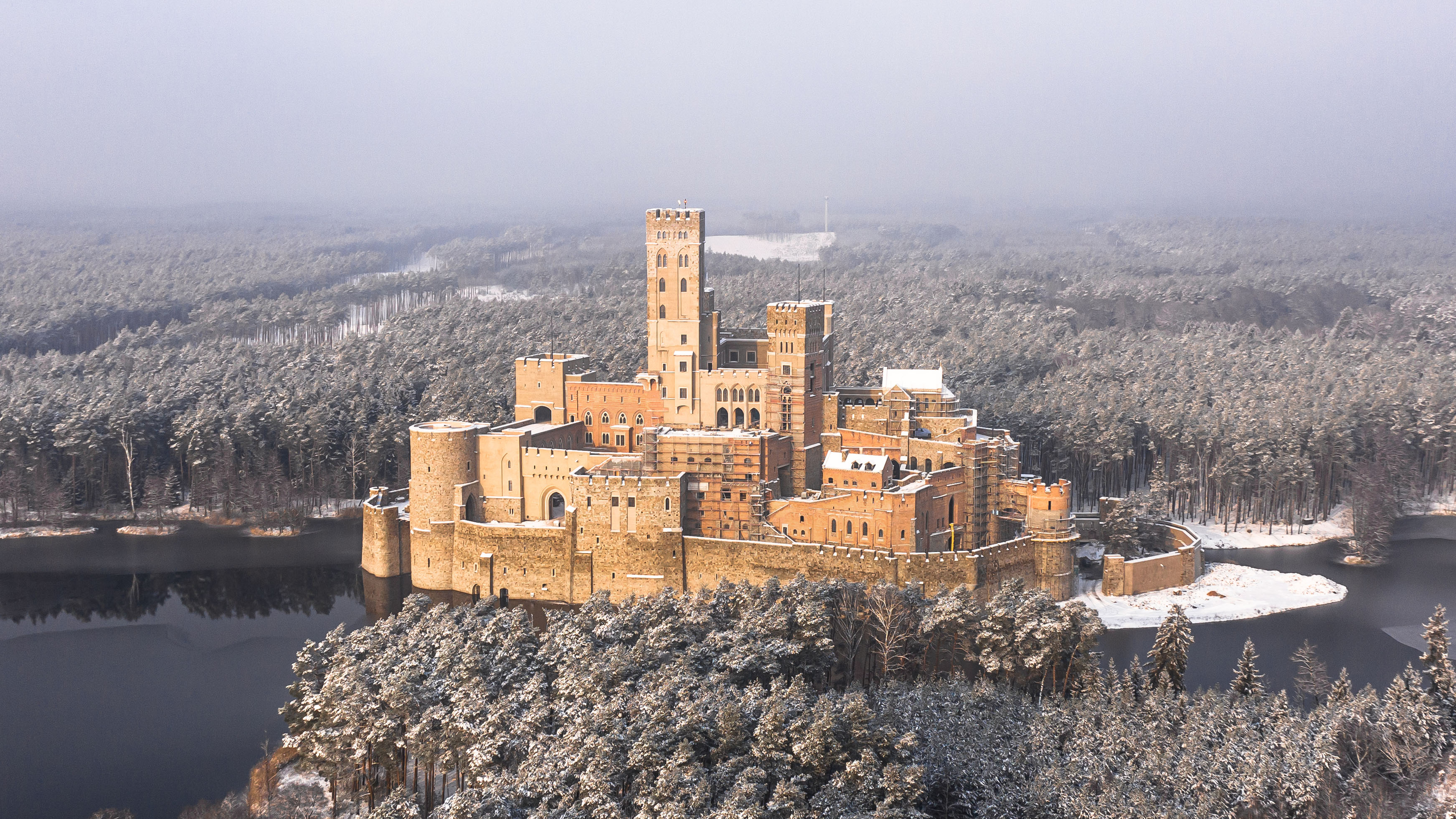
Вид замка зимой